# Лев Толстой (жилищен комплекс)
„Лев Толстой“ е жилищен комплекс, който се намира в северната част на София. На юг от него е транспортният възел, свързващ центъра на столицата и северната промишлена зона. На запад комплексът граничи с жк „Надежда-2“, на север с жк „Свобода“, а на изток с бул. „Рожен“.
Комплексът се намира в непосредствена близост до северната индустриална зона
на столицата – дели ги само бул. „Рожен“. На няколко десетки метра са разположени текстилният завод „Осми март“ и някои от цеховете на мебелния комбинат „Москва“. Допреди 13 – 14 години,[ неясно? ] когато заводите са работели с пълна мощност, въздухът е бил един от най-замърсените в столицата. Сега подобен проблем не съществува, защото повечето предприятия в района са пред ликвидация и не работят.
Застрояването на жк „Толстой“ е започнало преди повече от 50 години[ неясно? ] и зеленината в междублоковите пространства е много, което спомага за намаляване на шумовите натоварвания.
На места в комплекса подземната инфраструктура е стара и особено зимно време авариите са чести.
Канализацията и електроснабдителната мрежа са в по-добро състояние в кварталите, където са строени по-новите блокове. Както в повечето крайни комплекси вътрешнокварталните улици в жк „Толстой“ също са изпълнени с дупки. Големият недостатък на квартала е, че много от вътрешните улици са прекалено тесни. Това важи най-вече за улиците, разположени около половинвековните блокчета с гредоред, в източната част на комплекса.
За пътуване от и до комплекса могат да се ползват трамваите 11, 12 и 19 и автобусите 83, 85, 86 и 108.
В жк „Толстой“ има доста голямо разнообразие от блокове.
В североизточната част на комплекса (в близост до пресечката на бул. „Рожен“ и ул. „Ген. Никола Жеков“) има няколко блока, чиято възраст е над половин век. Те са двуетажни и са с гредоред. Допреди петнайсетина години те са били собственост на завод „Осми март“ и част от техните апартаменти са били давани под наем на работещите в завода.
Първите панелни блокове в България са били построени именно в жк „Толстой“ в края на 50-те години. Най-старите панелки са без балкони, но голямото им предимство е външната мазилка от хераклит, която има доста добри топлоизолационни качества. Сгради, строени в по-ново време, са високите блокове ЕПК срещу завод „Осми март“ и осеметажните панелни блокове с номера от 50 до 56 по протежение на бул. „Република“, които са градени през 1978 г. В комплекса има останали и малки къщи със или без дворчета, които не са били разрушени по време на застрояването с блокове.

## Улици и произход на имената им
| Път                                 | Наречен на                                                      | Местоположение |
| ----------------------------------- | --------------------------------------------------------------- | -------------- |
| „Александър Михов“                  | ?                                                               | Карта          |
| „Будинци“                           | ?                                                               | Карта          |
| „Ген. Жостов“                       | Константин Жостов (1867 – 1916), генерал                        | Карта          |
| „Ген. Никола Жеков“                 | Никола Жеков (1865 – 1949), генерал                             | Карта          |
| „Гуслари“                           | ?                                                               | Карта          |
| „Екзарх Стефан“                     | Стефан I Български (1878 – 1957), духовник                      | Карта          |
| „Елов дол“                          | ?                                                               | Карта          |
| „Желю войвода“                      | Желю войвода (1828 – 1893), революционер                        | Карта          |
| „Йордан Хаджиконстантинов - Джинот“ | Йордан Хаджиконстантинов – Джинот (1818 – 1882), просветен деец | Карта          |
| „К. Константинов“                   | ?                                                               | Карта          |
| „Ломско шосе“                       | Лом, град в Северозападна България                              | Карта          |
| „Република“                         | Република, форма на управление                                  | Карта          |
| „Рожен“                             | Роженски манастир, манастир в Санданско                         | Карта          |
| „Свободна“                          | Свобода, философска концепция                                   | Карта          |
| „Стражица“                          | Стражица, град в Горнооряховско                                 | Карта          |
| „Хан Кубрат“                        | Кубрат (605 – 665), български владетел                          | Карта          |
| „Христо Огнянов“                    | ?                                                               | Карта          |